# Labridae

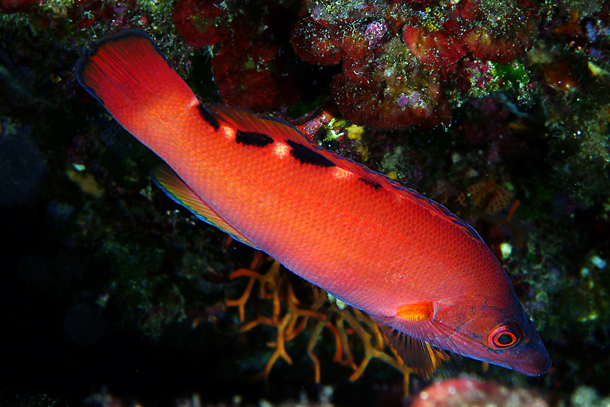
Labrus mixtus femmina

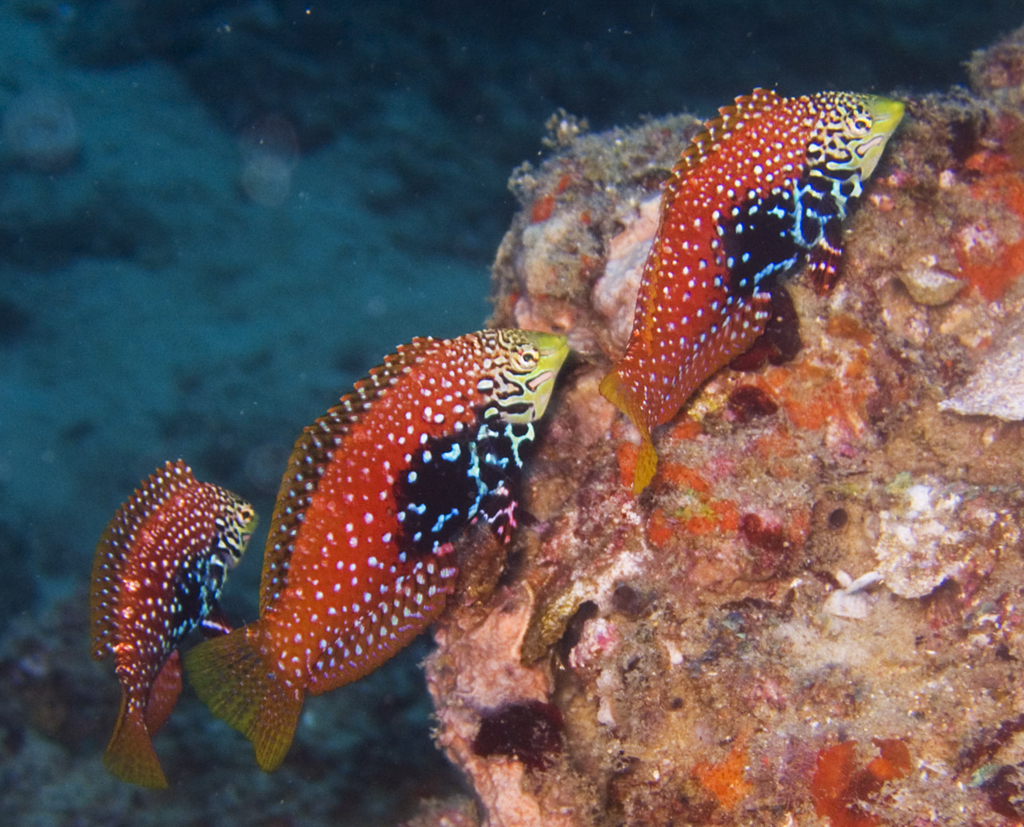
Macropharyngodon bipartitus

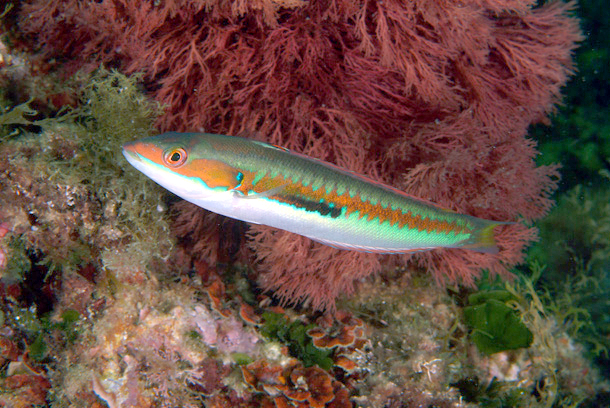
Coris julis maschio

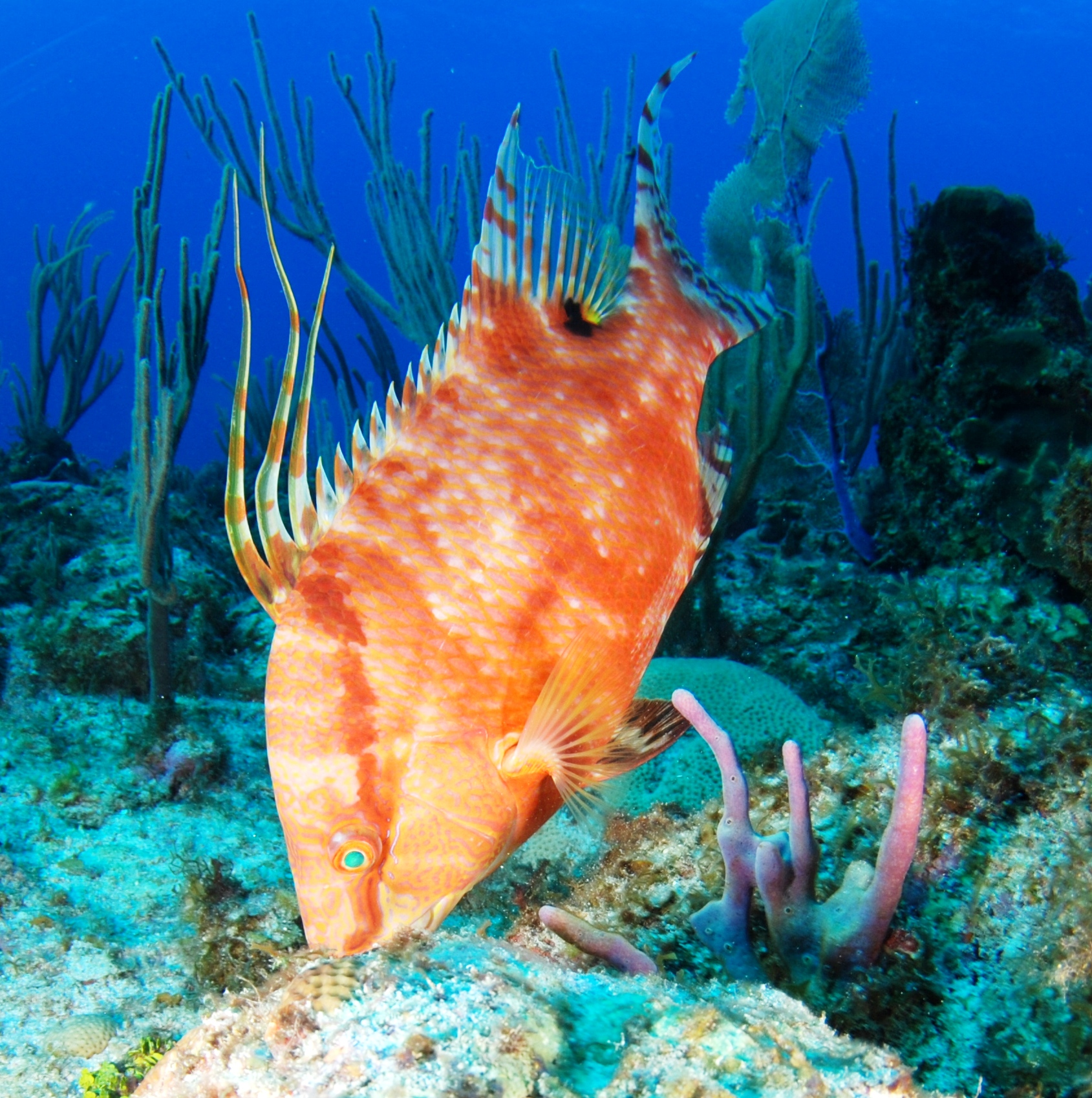
Lachnolaimus maximus

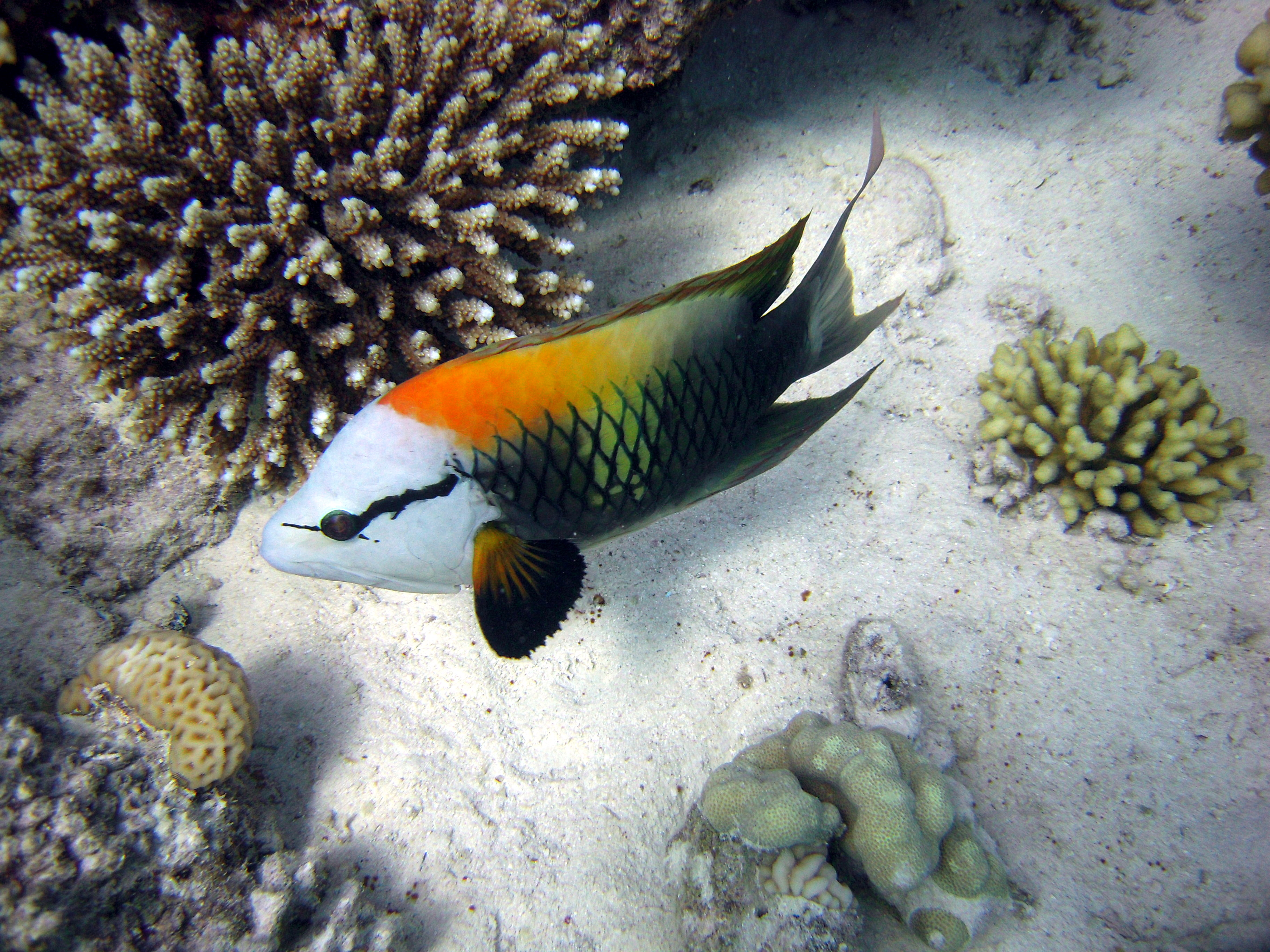
Epibulus insidiator maschio

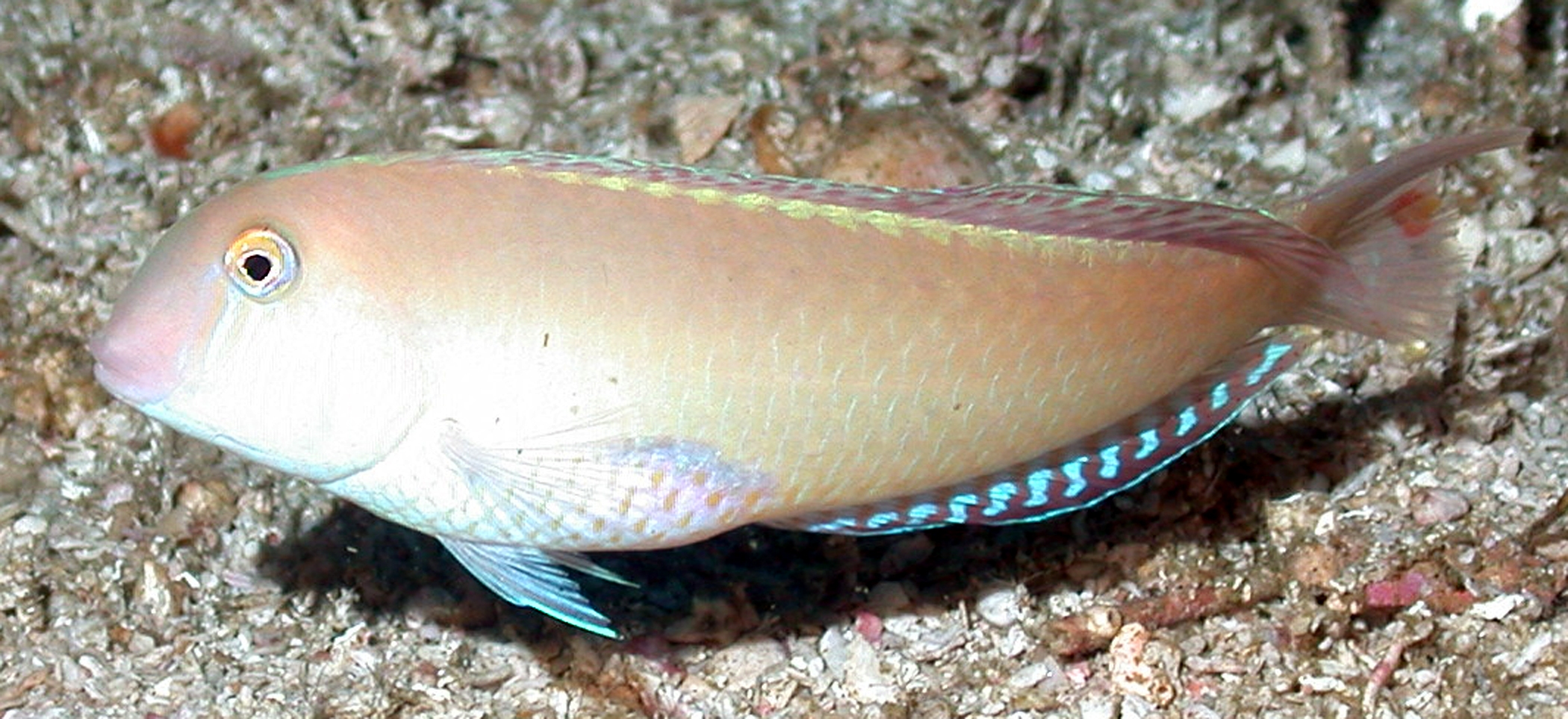
Xyrichtys novacula

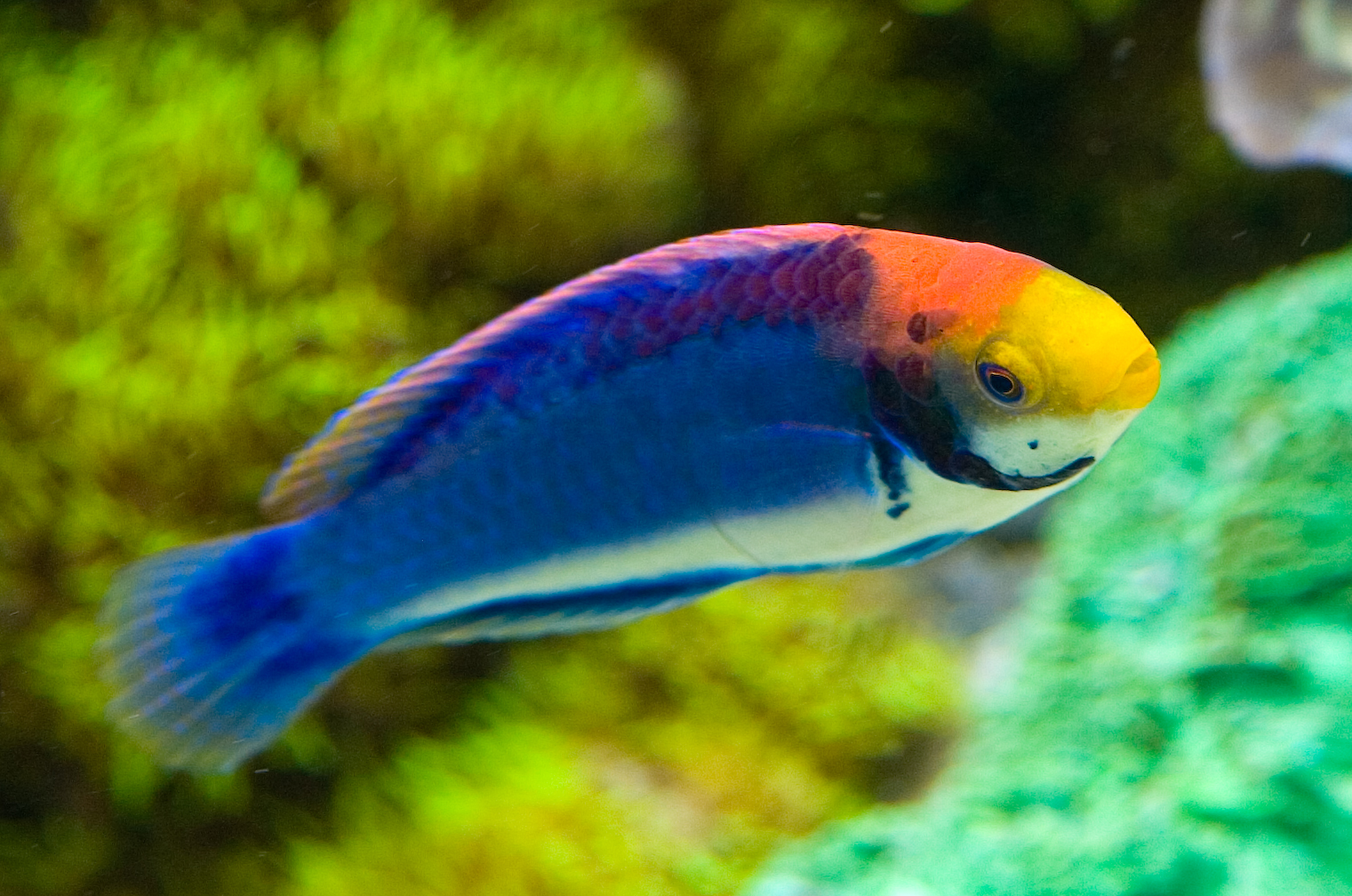
Cirrhilabrus solorensis maschio

La famiglia Labridae Cuvier, 1816 comprende 559 specie di pesci ossei marini appartenenti all'ordine Perciformes.

## Distribuzione e habitat
Questa numerosa famiglia è cosmopolita ma ha il massimo della sua diversità nelle acque tropicali dell'oceano Pacifico e dell'oceano Indiano. Ciò nonostante sono presenti anche in acque temperate e fredde, in Europa si incontrano fino alla Norvegia settentrionale. Il mar Mediterraneo è molto ricco di labridi ed ha anche un certo numero di specie endemiche.
Sono pesci strettamente costieri diffusi soprattutto nella piano infralitorale e, con poche specie, in quella circalitorale. Popolano soprattutto reef corallini e fondi duri in genere, spesso dove c'è una certa copertura di alghe. Le specie appartenenti al genere Cymolutes e il pesce pettine però vivono su fondali sabbiosi.

## Descrizione
I labridi hanno un aspetto straordinariamente vario come forma, dimensioni e livrea. In generale hanno un vistoso paio di labbra carnose protrattili e molte specie hanno denti relativamente grandi, a forma di canini o incisivi. La pinna dorsale è unica, formata da raggi spinosi nella prima parte. La pinna anale è più breve e porta solo pochi raggi spinosi. La pinna caudale non è mai veramente biloba ma a bordo dritto o rotondo. Le scaglie spesso sono piuttosto grandi.
La colorazione di questi pesci è di solito molto vivace ed estremamente variabile tra le specie, i sessi, le età e gli individui.
Le dimensioni di questi pesci sono di solito molto modeste, molto spesso attorno ai 10 cm o meno, la specie più grande è l'indopacifico Cheilinus undulatus che può, seppur raramente, superare i due metri di lunghezza.

## Biologia

### Comportamento
Si tratta di specie più o meno bentoniche o demersali, di solito diurne. La maggior parte delle specie nuota in piccoli banchi oppure è solitaria.

### Alimentazione
Sono pesci carnivori e predano soprattutto invertebrati bentonici, anche a guscio duro, che spezzano con in robusti denti di cui sono forniti.
Alcune specie come Labroides dimidiatus, tropicale, o Centrolabrus melanocercus, mediterraneo, ripuliscono gli altri pesci dai parassiti.

### Riproduzione
Molti labridi hanno un complesso meccanismo di cambiamento di sesso: tutti gli individui nascono con una livrea primaria (che viene di solito reputata "femminile"), questi individui possono essere maschi o femmine. Le femmine in livrea primaria possono cambiare sesso ed assumere allora la livrea secondaria ("maschile"). Le uova possono essere pelagiche o deposte sul fondo.

## Pesca
Le specie di piccola taglia non interessano se non i pescatori sportivi, quelle grandi possono avere una certa importanza economica. I piccoli labridi come i tordi, le donzelle e le donzelle pavonine sono alla base della preparazione di varie zuppe di pesce in tutti i paesi del Mediterraneo come il cacciucco di Livorno.

## Acquariofilia
Sia i labridi d'acqua marina fredda che quelli tropicali si possono allevare in acquario. La famiglia Labridae offre un'ampia scelta di specie per l'acquario, sebbene nella maggior parte dei casi solo gli esemplari più giovani si adattino alla vita in cattività. I labridi d'acquario sono attivi durante il giorno mentre di notte tendono a nascondersi sul fondo.

## Tassonomia
In questa famiglia sono riconosciuti 70 generi:
- Acantholabrus
- Achoerodus
- Ammolabrus
- Anampses
- Anchichoerops
- Austrolabrus
- Bodianus
- Centrolabrus
- Cheilinus
- Cheilio
- Choerodon
- Cirrhilabrus
- Clepticus
- Conniella
- Coris
- Ctenolabrus
- Cymolutes
- Decodon
- Diproctacanthus
- Doratonotus
- Dotalabrus
- Epibulus
- Eupetrichthys
- Frontilabrus
- Gomphosus
- Halichoeres
- Hemigymnus
- Hologymnosus
- Iniistius
- Labrichthys
- Labroides
- Labropsis
- Labrus
- Lachnolaimus
- Lappanella
- Larabicus
- Leptojulis
- Macropharyngodon
- Malapterus
- Minilabrus
- Notolabrus
- Novaculichthys
- Novaculoides
- Novaculops
- Ophthalmolepis
- Oxycheilinus
- Oxyjulis
- Paracheilinus
- Parajulis
- Pictilabrus
- Polylepion
- Pseudocheilinops
- Pseudocheilinus
- Pseudocoris
- Pseudodax
- Pseudojuloides
- Pseudolabrus
- Pteragogus
- Semicossyphus
- Stethojulis
- Suezichthys
- Symphodus
- Tautoga
- Tautogolabrus
- Terelabrus
- Thalassoma
- Wetmorella
- Xenojulis
- Xiphocheilus
- Xyrichtys